# Kadolah
Kadaloh (umro 31. oktobra 819.) je bio furlanski markgrof u službi franačkih careva Karla Velikog i Ludviga I. 

## Biografija
U izvorima se pominje kao Kadalo, Kadolah, Kadolao, Kadoloh, Cadalus, Cadolach, Cadolah, Cadolanes, Cadolas, Cadolaus, Chadaloh i Chadolah. Rođen je u drugoj polovini 8. veka. Potiče iz roda Alaholfingera. U izvornoj građi se prvi put javlja kao ktitor benediktanskog manastira u Sent Galenu krajem 790. godine. Služio je Karla Velikog kao glasnik u Italiji. Nije sigurno da je nasledio furlanskog markgrofa Erika koji je poginuo 799. godine. Karlo Veliki mu je 803. godine, na saboru u Regensburgu, predao na upravu teritorije između Jadranskog mora, Raše (Srbije), Vrbasa i Cetine. Moguće da je Kadaloh knez koji je 804. godine kao carski izaslanik sa sveštenikom Izom i knezom Ajom sazvao sabor na Rižani kraj Kopra kako bi izgladio spor između istarskog vojvode Ivana i tamošnjeg puka. Sledeće, 805. godine, Kadaloh je, zajedno sa bratom Vagom, dobio posed Folholtsbar u Sent Galenu, a 817. godine postao je grof Alaholfsbara (region između Švarcvalda i Švapske visoravni). Kao namesnika Furlanske pokrajine, car Ludvig I Pobožni poslao je Kadaloha te godine u Dalmaciju da sa vizantijskim izaslanicima uredi granične sporove između dva carstva i odnose između romanskog i slovenskog stanovništva. U tome mu je pomagao izaslanik franačkog dvora, Albgarije. Pretpostavlja se da su sporovi izbili u blizini Zadra ili Splita gde se nalazila granica između slovenskih zemalja i Franačke. Zbog njegove okrutnosti se 818. godine pobunio LJudevit Posavski, knez Donje Panonije. LJudevit se na Kadaloha bezuspešno potužio caru. Podatke o Kavadahovoj okrutnosti zabeležio je vizantijski car Konstantin VII Porfirogenit u opisu ustanka LJudevita Posavskog. Ferdo Šišić je izneo mišljenje da je Porfirogenitov "Kocil" (Kotzílis) istovetan sa Kavadahom. Kavadah je 819. godine poveo vojsku protiv LJudevita. Umro je na povratku iz pohoda u kome ništa nije postigao od groznice. 

## Dolazak na položaj furlanskog vojvode
Kadolah je na vlast u Furlaniji došao posle pogibije markgrofa Erika (788 — 799), za čiju pogibiju su zaslužni građani Tarsatike. U to vreme Kadolah se nalazio u pohodu protiv Hrvata. To objašnjava njegov kasniji dolazak na mesto vojvode markgrofa Furlanije 800. godine.

## Sukobi sa Slovenima
Kadolah je stalno upadao na slovenska područja i pljačkao ih. Na heristalskom saboru 818. godine tužio ga je knez Ljudevit, vladar Posavske kneževine, samom franačkom caru Ludvigu, izjavljujući kako Kadolah stalno upada u slovenske oblasti i muči stanovništvo, najviše decu. Te užase Ljudevit je ponovo opisao u julu 819. godine na ingelhajmskom saboru. Posle neuspeha Ljudevit diže vojsku i buni se. Kao i svaki put, Kadolah je sa pograničnim trupama upao u Posavsku kneževinu da ga suzbije. U ovom sukobu je doživeo neuspeh. Ovaj put je bio poražen i umro je od groznice. Kada se vojska vratila, izabran je novi markgrof Balderik, koji je preko Karantanije ponovo napao Ljudevita.

## Izvori i literatura

### Literatura
- Bowlus, Charles R. (1995). Franks, Moravians, and Magyars: The Struggle for the Middle Danube, 788-907. Philadelphia: University of Pennsylvania Press.
- Goldberg, Eric J. (2006). Struggle for Empire: Kingship and Conflict under Louis the German, 817-876. Ithaca, NY: Cornell University Press.
- Gračanin, Hrvoje (2008). „Slaveni u ranosrednjovjekovnoj južnoj Panoniji”. Scrinia Slavonica. 8: 13—54.
- Gračanin, Hrvoje (2011). Južna Panonija u kasnoj antici i ranom srednjovjekovlju (od konca 4. do konca 11. stoljeća). Zagreb: Plejada.
- Fine, John Van Antwerp Jr. (1991) [1983]. The Early Medieval Balkans: A Critical Survey from the Sixth to the Late Twelfth Century. Ann Arbor, Michigan: University of Michigan Press.